# Колку мак Домнайлл
Колку мак Домнайлл (др.‑ирл. Colcu mac Domnaill; погиб в 580) — король Айлеха (572—580) из рода Кенел Эогайн.

## Биография
Колку был сыном скончавшегося в 566 году правителя Айлеха и верховного короля Ирландии Домналла Илхелгаха и Бриг инген Орккайн из септа Уи Мак Кайртинн. Он унаследовал престол Айлеха в 572 году после смерти своего брата Эохайда мак Домнайлла, в то время как титул верховного короля перешёл к правителю Кенел Конайлл Баэтану мак Ниннедо. В трактате «Laud Synchronisms» сообщается о том, что Колку правил королевством восемь лет.
Согласно ирландским анналам, Колку мак Домнайлл погиб в 580 году в сражении при Друим Мак Эрке. Его победителем назван верховный король Ирландии Аэд мак Айнмерех. Предполагается, что конфликт между двумя королями был вызван их борьбой за роль наиболее влиятельного правителя среди Северных Уи Нейллов.
После гибели Колку мак Домнайлла престол Айлеха унаследовал его двоюродный брат Колман Вычислитель.